# Arsenaal (gebouw)

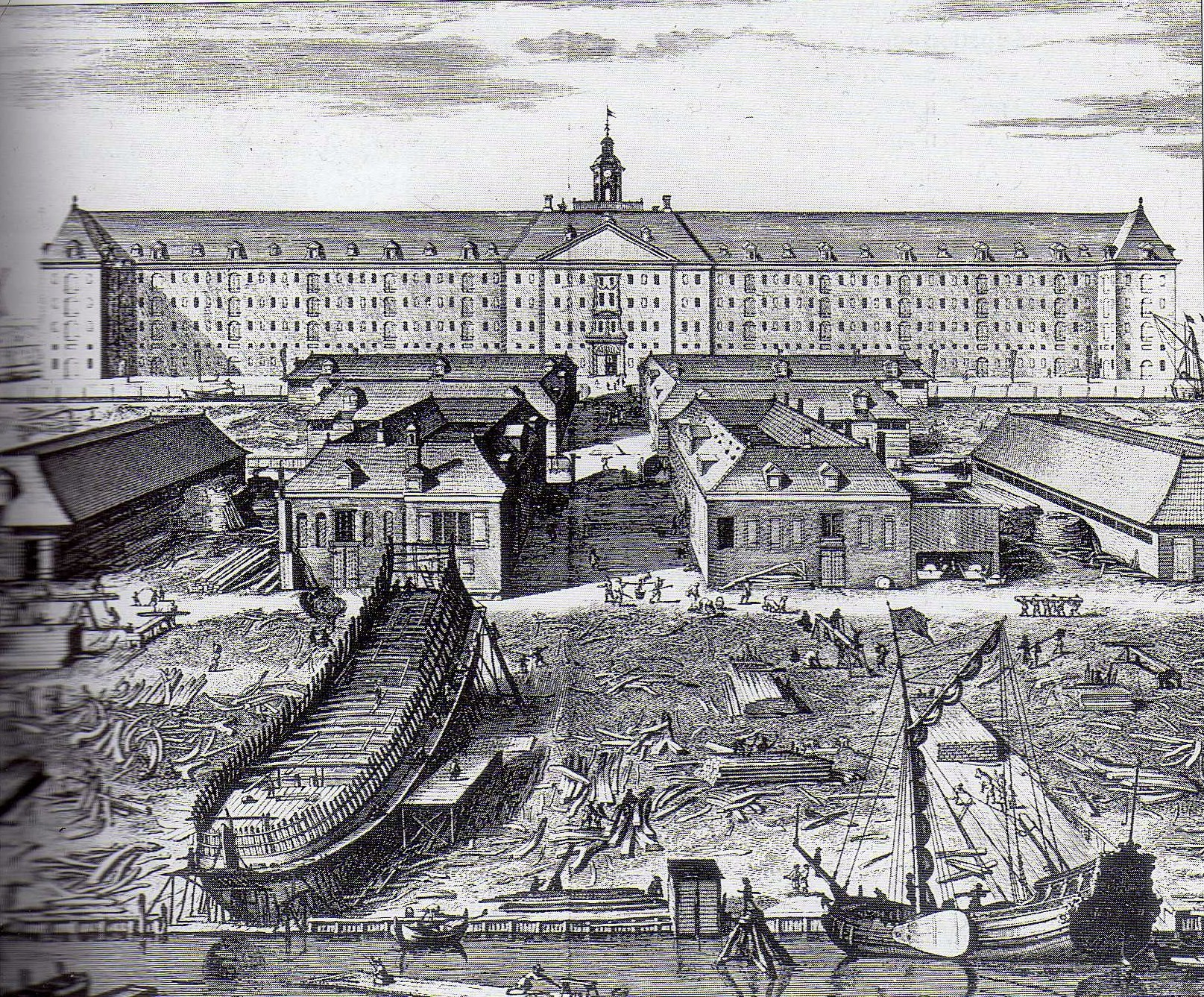
Het arsenaal bij de scheepswerf van de VOC in Amsterdam, 1650

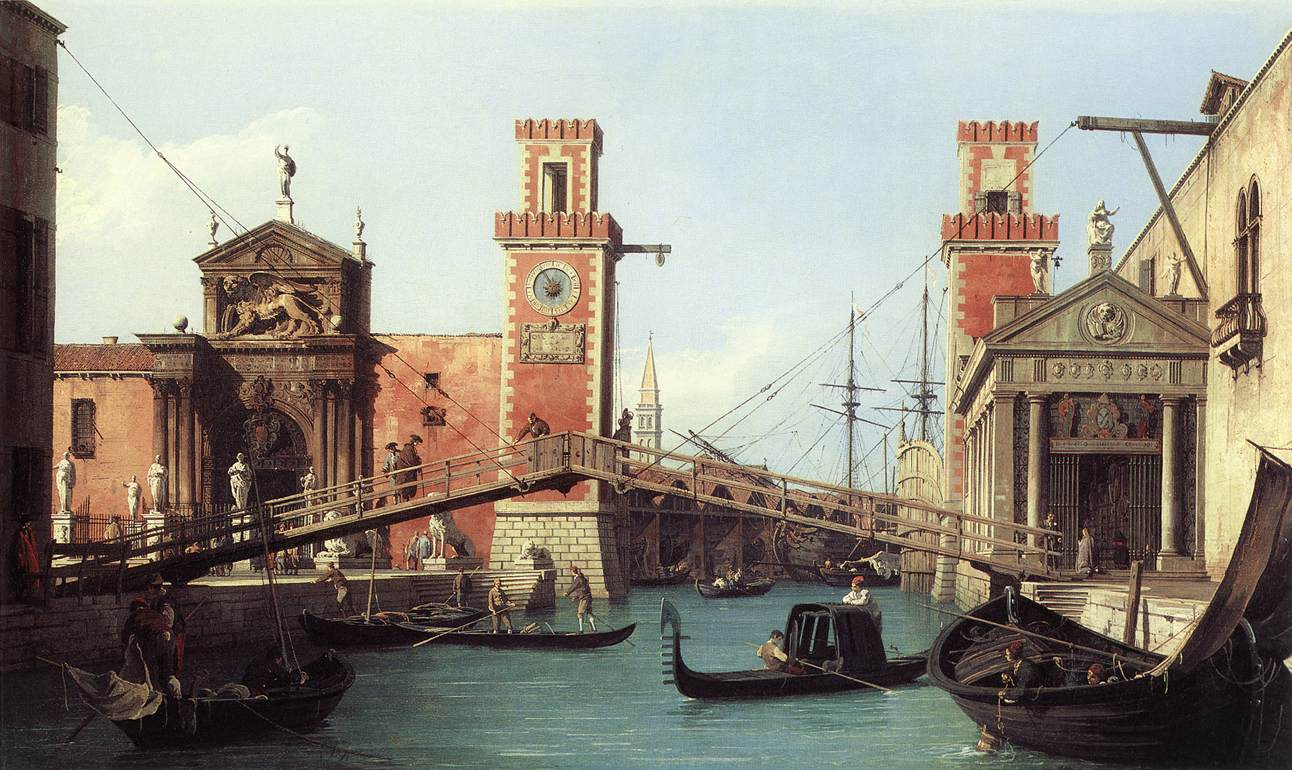
Ingang van het Arsenaal van Venetië in 1732

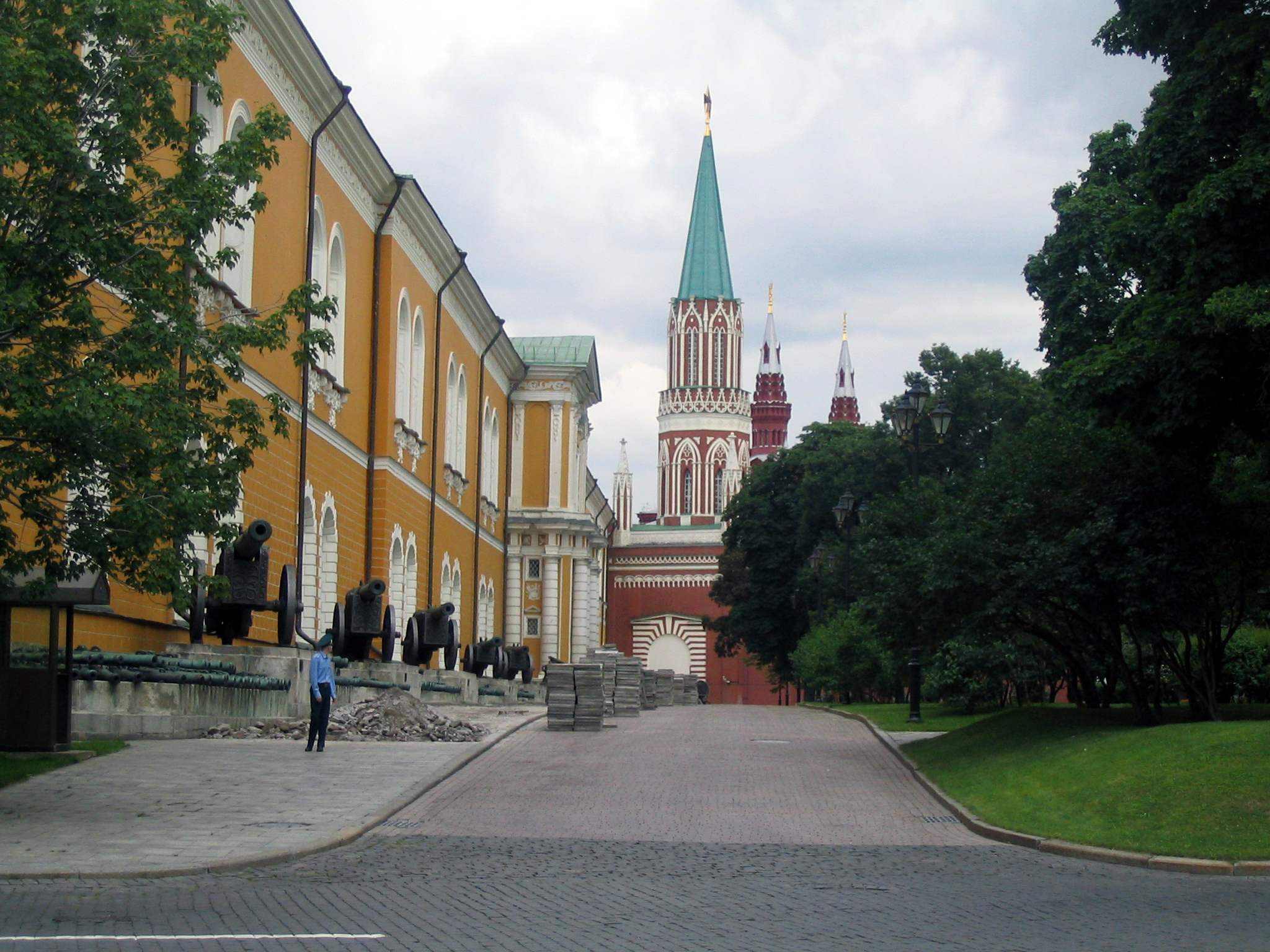
Het Arsenaal van het Kremlin

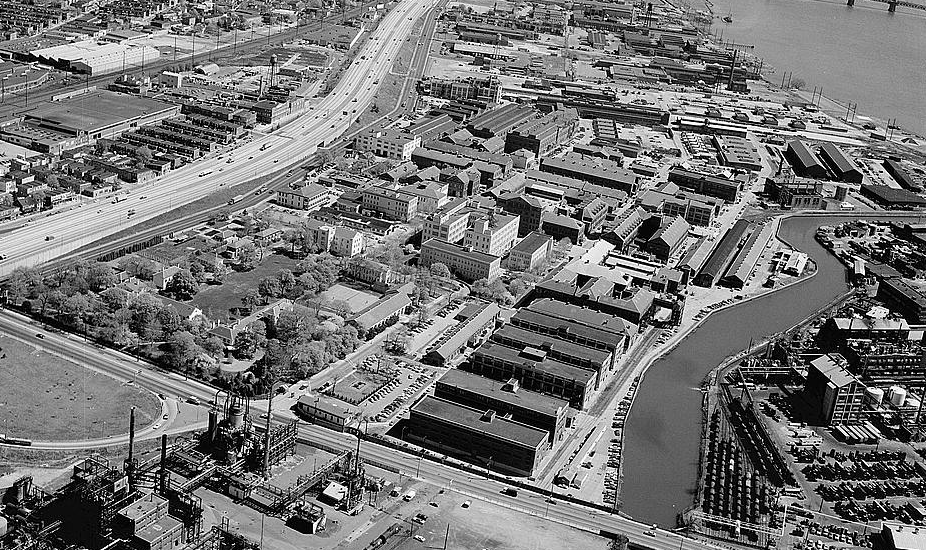
Deel van het Frankford Arsenal in Philadelphia 1978

Een arsenaal, afgeleid van het Arabische dâr-sinâ'a, 'huis waar iets gemaakt wordt' is een gebouw waar wapens en munitie geproduceerd, gerepareerd, opgeslagen en uitgegeven werden. Door de eeuwen heen heeft het arsenaal in vele vormen bestaan in private en publieke handen van een stadsbestuur, stadstaat of land. In vroegmoderne steden was het een belangrijk gebouw, veelal onderdeel van een vesting in garnizoenssteden.

## Algemeen
Het woord arsenaal verschijnt in verschillende vormen in Romaanse talen (waaruit het is aangenomen in de Germaanse talen), te weten in het Italiaanse Arsenale, Spaans Arsenal. Het Italiaans kent ook Arzana en Darsena, en het Spaans de langere vorm Atarazana. Het woord is van Arabische afkomst, en is een verbastering van dar as-sina'ah, wat "huis van de productie" of "productie" betekent. Het Arabische woord is weer mogelijk afkomstig van het Romeinse arx navalis, marine citadel, arx senatus. Het bekendste voorbeeld van een arsenaal in een vroegmoderne Europa was het Venetiaans Arsenaal.
Er zijn twee klassen van arsenalen te onderkennen:
- Een eerste klasse van arsenalen kan het materiaal en de uitrusting van een groot leger leveren. Het kan bestaan uit fabrieken voor geweren, kleine wapens, munitie voor kleine wapens, wagens, tuig, zadel en tent, en verder uit een laboratorium, opslagloodsen.
- In een tweede klasse van arsenalen zijn de fabrieken vervangen door werkplaatsen, waarbij de productie elders plaatsvindt.

Een arsenaal vormt een basis van defensie-inspanning, waarbij de locatie van groot belang was. Het arsenaal diende veilig te zijn tegen aanvallen, niet te dicht bij een grens, en gemakkelijk te bereiken voor hulpbronnen van land.
De vestiging van een groot arsenaal is onder te verdelen in de opslag, fabricage en beheer.
- Opslag kan bestaan uit afdelingen voor ontvangst en uitgifte, en opslag van het diverse defensiematerieel
- Bouw kan bestaan uit fabrieken voor wapens en munitie etc. en faciliteiten voor intern en extern transport.
- Beheer: hier wordt de administratie gevoerd en leiding gegeven aan personeel van militaire en civiele ambtenaren, onderofficieren en militaire handwerkslieden, civiele ploegbazen, arbeiders tot klerken en schrijvers.

Net als in vele industriële bedrijven worden in het arsenaal hoge eisen gesteld aan de vakbekwaamheid van de arbeiders, en efficiency zowel op het uitvoerend als het bestuurlijke vlak. Begin 20e eeuw was Frederick Taylor een van de eerste die moderne commando- en controletechnieken in het arsenaal introduceerde. Toentertijd adviseerde hij zelf in het Amerikaanse Watertown Arsenal, een belangrijk centrum voor artillerie-ontwerp en productie, en in het Frankford Arsenal, een belangrijk centrum voor ontwerp en productie van munitie voor kleine wapens.
Sinds de industriële revolutie zijn de productiefuncties van het arsenaal steeds verder overgenomen door de veelal private defensie-industrie. Het beheer en onderhoud is een taak van de krijgsmacht gebleven.

## Oude arsenalen in Nederland
Enige voorbeelden van historische arsenalen in Nederland zijn:
- Arsenaal (Bergen op Zoom)
- Seeligkazerne Breda, Het Groot Arsenaal en Het Klein Arsenaal.
- Arsenaal (Brielle)
- Arsenaal (Delft)
- Arsenaal (Grave)
- Arsenaal (Groningen)
- Arsenaal (Naarden)
- Arsenaal (Nijmegen)
- Arsenaal (Venlo)
- Arsenaal (Vlissingen)
- Arsenaal (Willemstad)
- Arsenaal (Woerden)

## Oude arsenalen in de rest van Europa
Enige voorbeelden van historische arsenalen in het buitenland zijn:
- Arsenaal van Venetië
- Arsenaal van Warschau
- Royal Arsenal (Londen)
- Bommevrij (Nieuwpoort)
- Zeughaus (Berlijn)

## Trivia
- De Londense voetbalclub Arsenal FC, met de toepasselijke bijnaam The Gunners, is genoemd naar het Royal Arsenal in Woolwich in Zuidoost-Londen, waar de club in 1886 door fabrieksarbeiders werd opgericht.

acces · affuit · approche · arsenaal · banket · barbacane · barbette · bastion · bastei · batterij · bedekte weg · beer · berm · blokhuis · bolwerk · borstwering · bres · buitenwerk · bunker · bonnet-traverse · caponnière · circumvallatielinie · citadel · contravallatielinie · contre-approche · contrefossé · contregarde · coupure· contrescarpe · courtine · couvre-face · cunette · damsluis · Dienst der Fortificatiën · demi-lune · dwingel · enveloppe · erkertoren · escarpe · face · faussebraye · flank · flèche · fort · fossé · glacis · gracht · halve maan · hamei · hoornwerk · inundatie ·  inundatiekanaal · inundatiesluis · Italiaans vestingstelsel · kat · kazemat · keel · kroonwerk · kruithuis · landpoort · linie · lunet · mezekouw · Nieuw Nederlands Vestingstelsel · onderwal · ontmanteling · opril · Oud-Nederlands vestingstelsel · palissade · papenmuts · plongee · polygonaal stelsel · poortgebouw · poterne · pulvertoren · ravelijn · redan · redoute · reduit · retranchement · rondeel · saillant · sas · schans · schietgat · schilderhuis · schootsveld · singel · sortie · stadsmuur · stadspoort · tamboer · terreplein · tenaille · tobruk · torenfort · traverse · valhek · verdedigingswerk · vesting · vestingstad · voorwerk · wal · walstraat · waltoren · wapenplaats · waterlinie · waterpoort · weermuur · wolfskuil · zwaluwstaart